# Pont Staro-Kalinkine
Le pont Staro-Kalinkine est un pont historique à tourelles qui relie les îles Kolomensky et Bezymyanny sur la rivière Fontanka dans le district de l'Amirauté à Saint-Pétersbourg. 

## Emplacement
Le pont est situé à l'embouchure de la Fontanka. Le long du quai de la rivière Fontanka, les flux de circulation de la rue Sadovaïa arrivent au pont. 
La station de métro la plus proche (1,7 km) est Narvskaïa.

## Nom
Le pont tire son nom du village situé près de Kalinkina (un petit village finlandais connu depuis le XVIIe siècle). Au cours de son existence, le pont a changé de nom à plusieurs reprises: pont Kalinkovsky (1755), pont Kalinkinsky (1758-1875), pont Kalinkine (1763-1867), pont Bolchoï Kalinkine (1820-1925), et, depuis les années 1930, le pont a reçu son nom moderne de pont Staro-Kalinkine  .

## Histoire
Depuis 1733, il existait à cet endroit un pont-levis en bois à plusieurs travées, jeté sur deux bras de la Fontanka et de la rivière Gloukhaïa (Krivoucha) . La longueur du pont atteignait 250 m.
En 1786-1788, le pont a été reconstruit selon la conception standard des ponts sur la Fontanka. Le projet a été adapté par les ingénieurs Jan Pieter van Suchtelen et I. K. Gerard. Il est construit en granit et reprend un style néo-palladien alors en vogue. Il s'agit, avec le pont Lomonossov, d'un des seuls à avoir conservé intactes ses quatre tourelles d'origine.

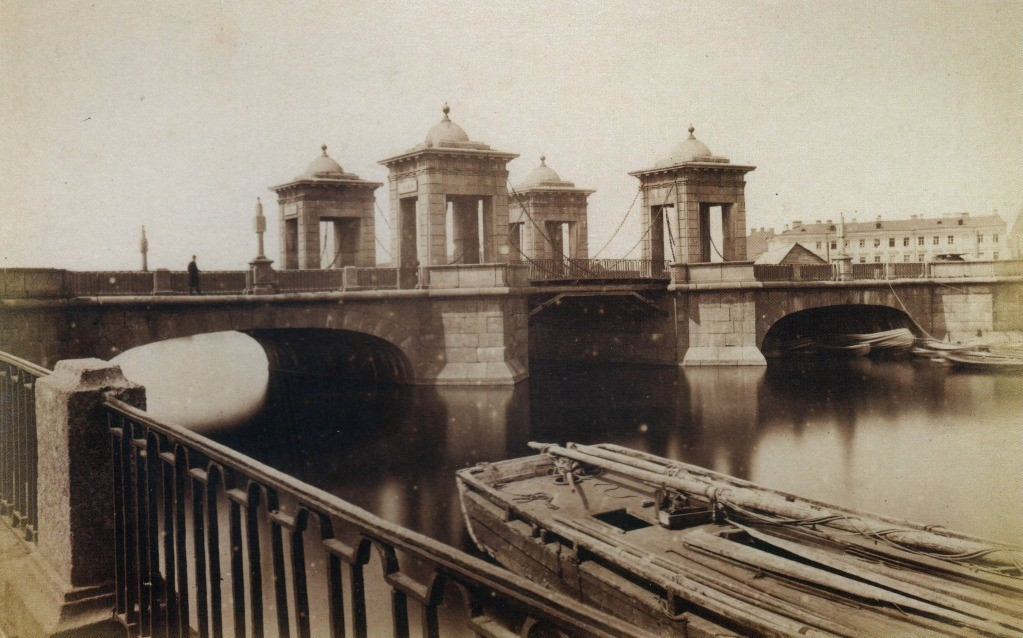
Pont dans les années 1880. La travée centrale en bois est bien visible.